# Damien Brayshaw
Damien Brayshaw é um engenheiro automotivo que atualmente ocupa o cargo de diretor de desempenho da equipe de Fórmula 1 da Haas.

## Carreira
Em junho de 2006, Brayshaw passou a trabalhar para a equipe de Fórmula 1 da Red Bull, exercendo várias funções na equipe austríaca até janeiro de 2013. Quando se mudou para a Scuderia Ferrari no mês seguinte, passando a trabalhar como engenheiro de desempenho aerodinâmico, onde permaneceu até o mês de agosto, quando assumiu a função de engenheiro de desempenho de corrida e, de líder técnico de fábrica de engenharia de corrida da Ferrari em fevereiro de 2018.
Em maio de 2019, Brayshaw se tornou o engenheiro principal de desempenho do veículo da Haas F1 Team e assumiu a função de chefe do grupo de desempenho do veículo um ano deois. Em fevereiro de 2024, ele foi promovido ao recém-criado cargo de diretor de desempenho da equipe estadunidense. Nesta função, Brayshaw supervisiona a direção do desenvolvimento durante a campanha, visando integrar melhor as atualizações com o departamento de aerodinâmica e outras funções analíticas que analisam o carro à escala real, ou seja, a engenharia de pista.